# State of Unrest Tour
Die State of Unrest Tour ist eine Co-Headlinertournee der deutschen Thrash-Metal-Band Kreator und der US-amerikanischen Metal-Band Lamb of God.

## Entstehung

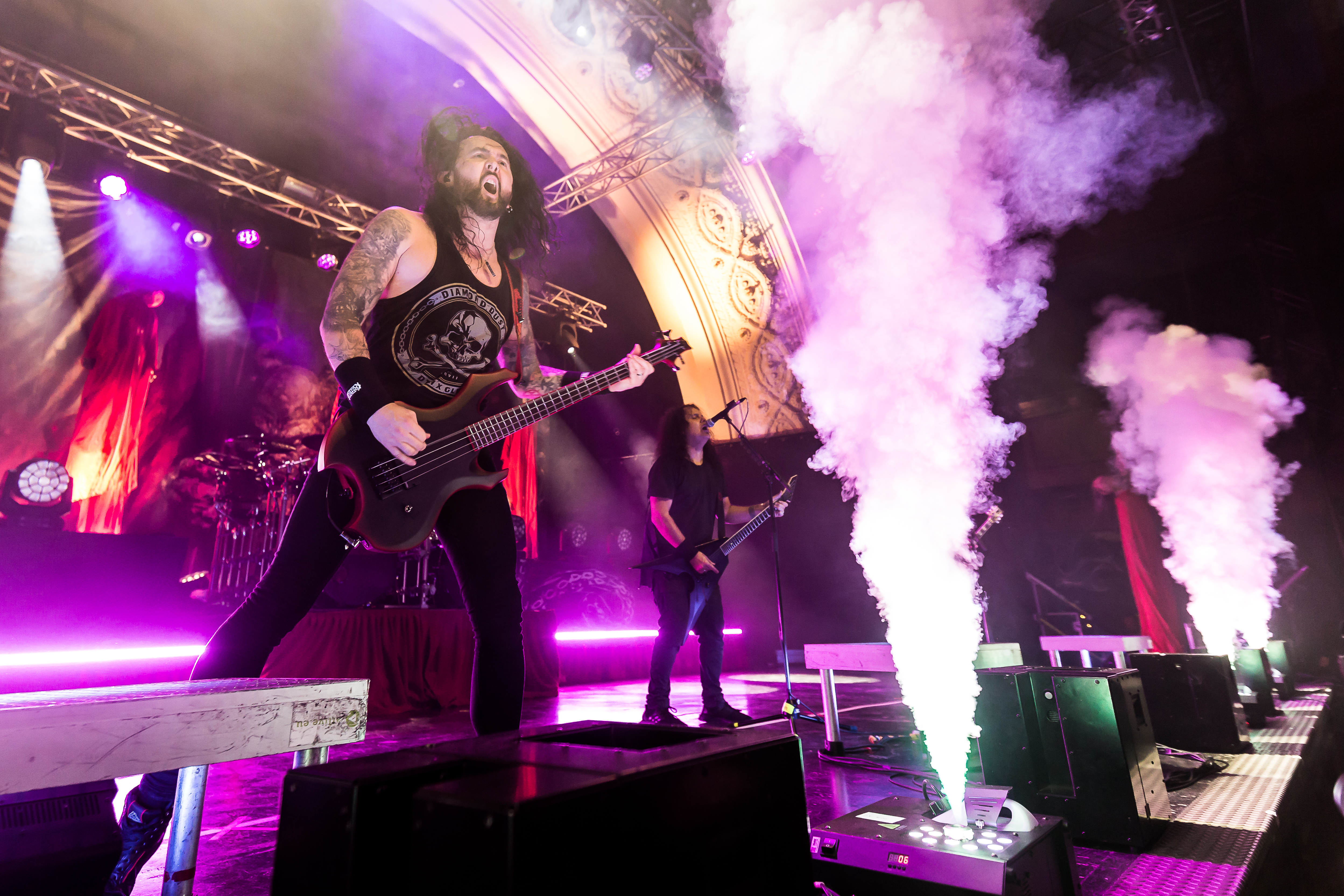
Kreator in Leipzig

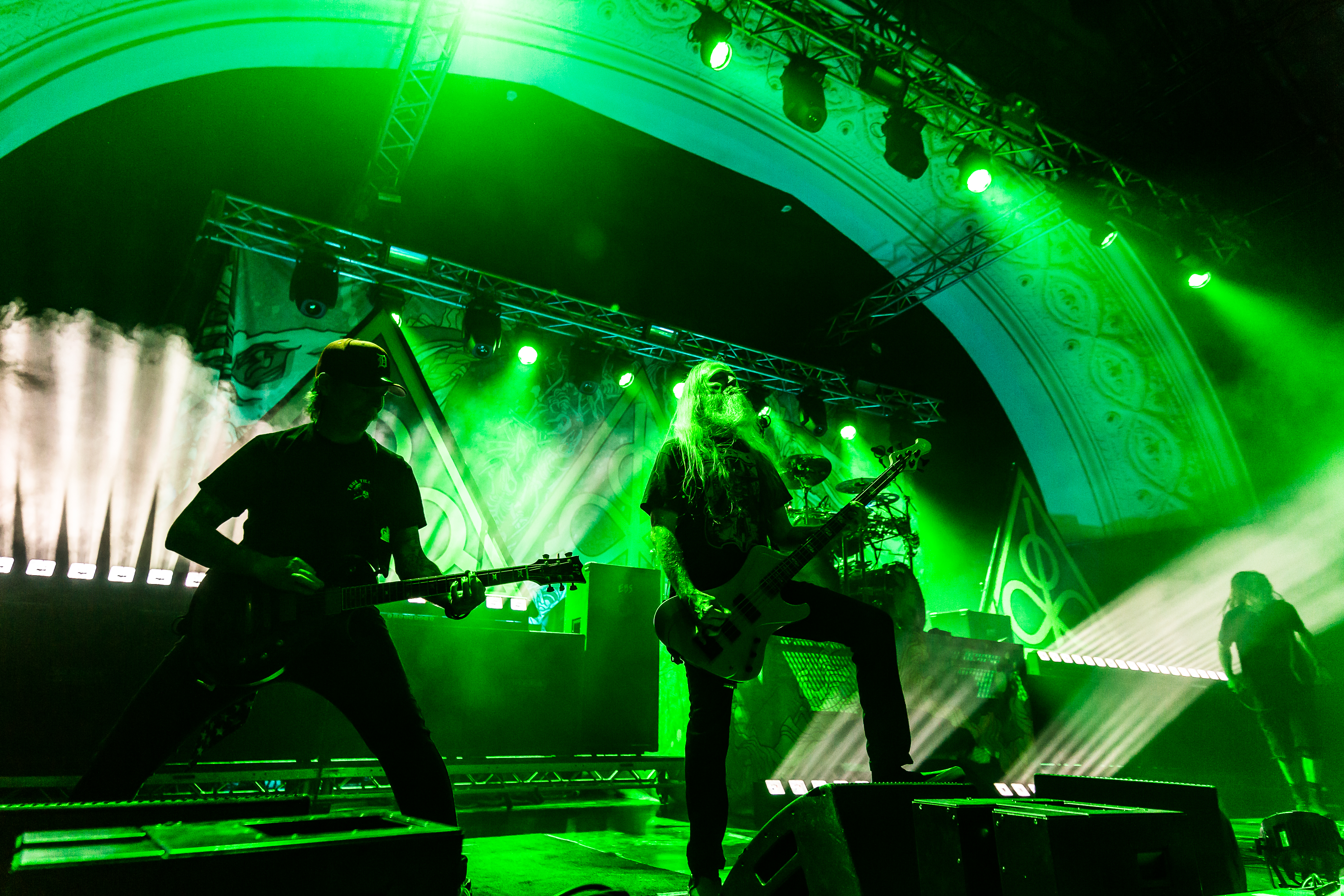
Lamb of God in Leipzig

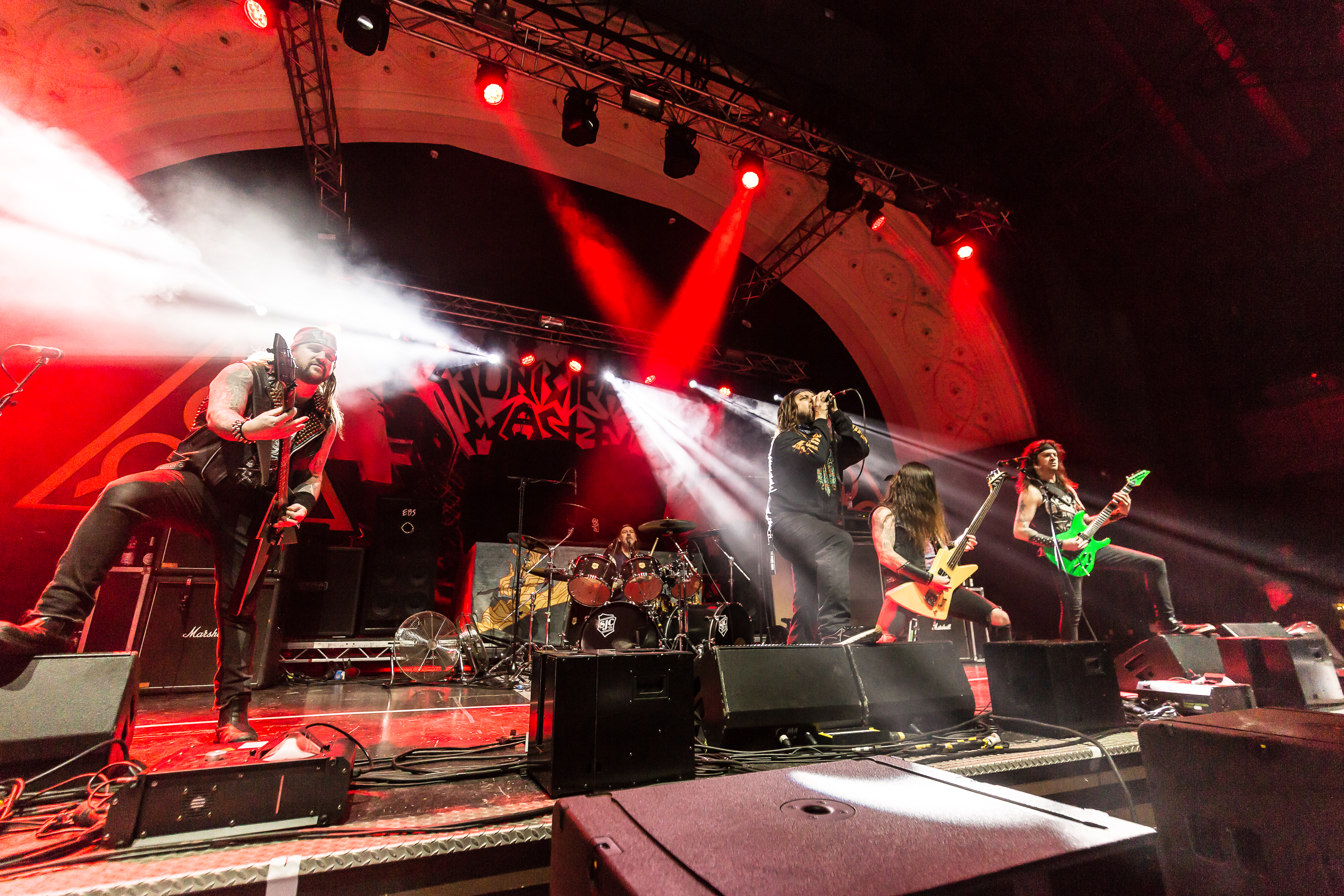
Municipal Waste in Leipzig

Die Tournee wurde ursprünglich von der Band Kreator im September 2019 angekündigt und sollte im März und April 2020 stattfinden. Kreator hatten zwei Jahre zuvor ihr 14. Studioalbum Gods of Violence veröffentlicht, während Lamb of God am 19. Juni 2020 ihr neuntes Studioalbum Lamb of God veröffentlichen sollten. Als Vorgruppe war die US-amerikanische Band Power Trip vorgesehen, die Kreator-Sänger Mille Petrozza als „eine seiner liebsten neuen Thrash-Metal-Bands“ bezeichnete. Petrozza ergänzte, dass „der europäische und amerikanische Metal viel zu lange geteilt gewesen“ und „jetzt die Zeit für Einigkeit gekommen wäre“. Anlässlich der Tournee veröffentlichte das Plattenlabel Nuclear Blast, bei dem sowohl Kreator als auch Lamb of God unter Vertrag stehen, am 10. April 2022 die limitierte Split-Single 666 – World Divided / Checkmate.
Wegen der COVID-19-Pandemie wurde die Tournee zunächst im Mai 2020 verschoben und im Juli 2020 für Ende 2021 neu angesetzt. Gegenüber der ursprünglich geplanten Tournee kamen neue Shows in Leipzig und Tilburg hinzu. Darüber hinaus wurde das für Oberhausen geplante Konzert nach Essen und das in Krakau geplante Konzert nach Warschau verlegt. Das Konzert in Hamburg wurde von der Sporthalle in die größere edel-optics.de Arena verlegt. Bei den Terminen im Vereinigten Königreich sollten Lamb of God als Headliner auftreten. Schließlich musste die Tournee im Oktober 2021 erneut verschoben werden, dieses Mal auf den Herbst 2022. Statt Power Trip wurden nun die australische Deathcore-Band Thy Art Is Murder und die US-amerikanische Death-Metal-Band Gatecreeper als Vorbands verpflichtet. Die Termine im Vereinigten Königreich wurden ersatzlos gestrichen.
Die Tournee im Herbst 2022 sollte nun 19 Konzerte in zehn Ländern umfassen. Zwischenzeitlich haben Kreator am 10. Juni 2022 ihr 15. Studioalbum Hate über alles und Lamb of God am 7. Oktober 2022 ihr zehntes Studioalbum Omens veröffentlicht. Bei Lamb of God wird der Gitarrist Willie Adler durch Phil Demmel (Vio-lence, ex-Machine Head) vertreten. Willie Adler erklärte im Frühjahr 2022, dass er „zu Hause sein muss und gewisse Dinge zu erledigen“ und bedankte sich bei seinen Bandkollegen, dass sie „seine Entscheidung unterstützen“. Von der Band gab es kein offizielles Statement zu Adlers Abwesenheit. Bassist John Campbell versicherte im September 2022, dass Adler „zu tausend Prozent“ ein Mitglied der Band wäre. Im April 2022 erklärte Vio-lence-Sänger Sean Killian, dass Willie Adler sich nicht gegen COVID-19 impfen lassen möchte und daher nicht in Länder einreisen darf, die von US-Bürgern einen Impfnachweis verlangen.
Im November 2022 verkündeten Lamb of God, dass die Tournee durch unvorhersehbare Umstände erneut verschoben werden müsste, dieses Mal auf Anfang 2023. Nun soll die Tournee 23 Termine im zwölf Ländern umfassen. Es kamen neue Termine im Vereinigten Königreich und Lettland hinzu, während die Konzerte in Stockholm und Saarbrücken in anderen Lokalitäten stattfinden sollen. Das Konzert im finnischen Oulu musste gestrichen werden, da die Räumlichkeiten bereits anderweitig vermietet waren. Als neue Vorgruppe wurde Municipal Waste verpflichtet. Darüber hinaus werden Kreator und Municipal Waste noch drei Konzerte ohne Lamb of God spielen.

## Gemeinsames Lied
Die beiden Co-Headliner Kreator und Lamb of God komponierten für die Tournee ein gemeinsames Lied namens State of Unrest, das ursprünglich im Oktober 2022 erscheinen sollte. Kreator-Sänger Mille Petrozza beschrieb die Kollaboration als „total anders, weil es eine Mischung aus der europäischen Herangehensweise und dem US-Stil wäre“. Ursprünglich sollte Riley Gale von der Band Power Trip den Gesang bei dem Lied übernehmen. Allerdings verstarb er, bevor der Gesang aufgenommen werden konnte. Schließlich teilten sich Mille Petrozza und Randy Blythe von Lamb of God den Gesang. Nachdem die Tournee erneut verschoben werden musste, wurde der Titel schließlich am 10. Februar 2023 veröffentlicht. Sämtliche Erlöse aus der gemeinsamen Single gehen an die Non-Profit-Organisation Dallas Hope Charities. Der verstorbene Power-Trip-Sänger Riley Gale war mit dieser Organisation eng verbunden, die obdachlosen Jugendlichen LGBTQ-Menschen aus Dallas Unterschlupf und Hilfe bietet.

## Konzerte
Die Konzerte ohne Lamb of God sind rot unterlegt.
| Datum       | Stadt       | Land                   | Veranstaltungsort    |
| ----------- | ----------- | ---------------------- | -------------------- |
| 15. Februar | München     | Deutschland            | Zenith               |
| 16. Februar | Bratislava  | Slowakei               | Majestic Music Club  |
| 17. Februar | Warschau    | Polen                  | Stodola              |
| 18. Februar | Riga        | Lettland               | Palladium            |
| 19. Februar | Helsinki    | Finnland               | Ice Hall Black Box   |
| 21. Februar | Stockholm   | Schweden               | Annexet              |
| 22. Februar | Kopenhagen  | Dänemark               | Forum Black Box      |
| 24. Februar | Wiesbaden   | Deutschland            | Schlachthof          |
| 25. Februar | Ludwigsburg | Deutschland            | MHPArena             |
| 26. Februar | Straßburg   | Frankreich             | La Laiterie          |
| 27. Februar | Paris       | Frankreich             | Olympia              |
| 28. Februar | Brüssel     | Belgien                | Ancienne Belgique    |
| 2. März     | Tilburg     | Niederlande            | 013                  |
| 3. März     | Leipzig     | Deutschland            | Haus Auensee         |
| 4. März     | Essen       | Deutschland            | Grugahalle           |
| 5. März     | Hamburg     | Deutschland            | Edel-optics.de Arena |
| 7. März     | Manchester  | Vereinigtes Königreich | Manchester Academy   |
| 8. März     | Bristol     | Vereinigtes Königreich | O2 Academy           |
| 9. März     | Leeds       | Vereinigtes Königreich | Beckett University   |
| 10. März    | Birmingham  | Vereinigtes Königreich | O2 Academy           |
| 11. März    | London      | Vereinigtes Königreich | O2 Brixton Academy   |
| 14. März    | Barcelona   | Spanien                | Razzmatazz           |
| 15. März    | Madrid      | Spanien                | Riviera              |
| 17. März    | Zürich      | Schweiz                | Samsung Hall         |
| 18. März    | Saarbrücken | Deutschland            | E-Werk               |
| 19. März    | Berlin      | Deutschland            | Columbiahalle        |

## Setlists
| Kreator (15. Februar 2023) 1. Hate über alles 2. Hail to the Hordes 3. Enemy of God 4. Phobia 5. Satan Is Real 6. Hordes of Chaos 7. 666 – World Divided 8. Phantom Antichrist 9. Strongest of the Strong 10. Extreme Aggression 11. People of the Lie 12. Become Immortal 13. Violent Revolution 14. Pleasure to Kill | Lamb of God (15. Februar 2023) 1. Memento Mori 2. Ruin 3. Walk with Me in Hell 4. Resurrection Man 5. Ditch 6. Now You’ve Got Something to Die For 7. Contractor 8. Omertà 9. Omens 10. 11th Hour 11. 512 12. Vigil 13. Laid to Rest 14. Redneck | Municipal Waste (15. Februar 2023) 1. Demoralizer 2. Breath Grease 3. The Thrashin’ of the Christ 4. Poison the Preacher 5. Grave Dive 6. You’re Cut Off 7. Sadistic Magician 8. Slime and Punishment 9. Headbanger Face Rip 10. High Speed Steel 11. Wave of Death 12. The Art of Partying 13. Born to Party |

## Persönlichkeiten
| Kreator - Mille Petrozza – Gesang, Gitarre - Sami Yli-Sirniö – Gitarre - Frédéric Leclercq – Bass - Jürgen „Ventor“ Reil – Schlagzeug | Lamb of God - Randy Blythe – Gesang - Phil Demmel 1 – Gitarre - Mark Morton – Gitarre - John Campbell – Bass - Art Cruz – Schlagzeug | Municipal Waste - Tony „Guardrail“ Foresta – Gesang - Ryan Waste – Gitarre - Philip „Landphil“ Hall – Bass, Gesang - Dave Witte – Schlagzeug |